# Saint-Pierre-sur-Doux
Saint-Pierre-sur-Doux ist eine französische Gemeinde mit 110 Einwohnern (Stand: 1. Januar 2022) im Département Ardèche in der Region Auvergne-Rhône-Alpes. Saint-Pierre-sur-Doux gehört zum Arrondissement Tournon-sur-Rhône und zum Kanton Haut-Vivarais. Die Bewohner werden Quintenassien(ne)s genannt.

## Geografie
Saint-Pierre-sur-Doux liegt etwa 18 Kilometer südwestlich von Annonay. Der Doux begrenzt die Gemeinde im Westen. Umgeben wird Saint-Pierre-sur-Doux von den Nachbargemeinden Saint-Julien-Vocance im Norden, Saint-Symphorien-de-Mahun im Nordosten, Lalouvesc im Osten, Rochepaule im Süden, Saint-André-en-Vivarais im Westen sowie Saint-Bonnet-le-Froid im Westen und Nordwesten.

## Bevölkerungsentwicklung
| Jahr                       | 1962 | 1968 | 1975 | 1982 | 1990 | 1999 | 2006 | 2019 |
| Einwohner                  | 252  | 218  | 169  | 107  | 98   | 85   | 99   | 109  |
| Quellen: Cassini und INSEE |      |      |      |      |      |      |      |      |